# 유혹의 계절
《유혹의 계절》(The Delinquent Season)은 아일랜드에서 제작된 마크 오로우 감독의 2018년 멜로/로맨스, 드라마 영화이다. 킬리언 머피 등이 주연으로 출연하였고 루스 코디 등이 제작에 참여하였다. 결혼한 커플이 관계 속에서 어려움을 경험하는 스토리를 다룬다.

## 출연

### 주연
- 킬리언 머피 : 짐 역
- 캐서린 워커 : 이반 역

### 조연
- 에바 버시스틀 : 다니엘 역
- 앤드류 스캇 : 크리스 역
- 라라 맥도넬 : 알라나 역
- 조니 모리스 : 소피 역
- 조앤 크로포드 : 조안 역
- 잉그리드 크레이기 : 하인즈 역
- 피온 월턴 : 젊은이 역
- 제이미 오닐 : 남성의 목소리 역

## 기타
- 미술: 레이 볼
- 배역: 에이미 로원

## 제작
《유혹의 계절》은 더블린에서 촬영되었다.